# Podul Atatürk
Podul Atatürk, cunoscut și sub numele de Podul Unkapani, este un pod rutier peste Cornul de Aur în Istanbul, Turcia. Este numit după Mustafa Kemal Atatürk, fondatorul și primul președinte al Republicii Turcia.
Acesta a fost construit inițial în 1836, și a fost numit Podul Hayratiye, și lega cartierele Fatih și Beyoğlu. Construcția podului Hayratiye a fost comandată de către sultanul Mahmud al II-lea și supravegheat de către Ahmed Fevzi Pasha, amiralul adjunct al Flotei otomane, la Arsenalul Naval Imperial (Tersane-i Âmire) pe Cornul de Aur. La inaugurarea a participat personal sultanul Mahmud al II-lea în 1836, care a traversat podul pe calul său. Podul original avea aproximativ 400 de metri lungime și 10 metri lățime, și a fost construit ca pod basculant pentru a permite trecerea navelor mari.
În 1875 a fost înlocuit cu un al doilea pod, făcut din fier și construit de o companie franceză, la prețul de 135.000 de lire de aur otomane. Acesta avea 480 de metri lungime și 18 metri lățime, și a rămas în funcțiune între 1875 și 1912, când a fost demolat întrucât a ajuns la finalul duratei sale de serviciu.
În 1912, cel de al treilea pod Galata situat în apropiere a fost demontat și a reasamblat în locul podului Hayratiye demolat, devenind al treilea pod din acest loc. Acesta a fost folosit până în 1936, când a fost deteriorat de o furtună.
Actualul pod (al patrulea), a fost construit între 1936 și 1940, și inaugurat în 1940 cu numele Podul Atatürk. Are 477 de metri lungime și 25 de metri lățime.